# Georges Follman
Georges Frederic Maria Follman (Antwerpen, 16 juni 1920 - Borgerhout, 15 februari 1994) was een Belgisch componist, muziekpedagoog, dirigent, violist en muziekuitgever.

## Levensloop
Follman kreeg lessen voor notenleer en viool aan de muziekacademie te Hasselt. Hij studeerde aan het Koninklijk Vlaams Conservatorium te Antwerpen harmonie, contrapunt, fuga en compositie. Aansluitend studeerde hij ook nog piano, hoorn en klarinet.
In 1937 werd hij violist bij de dierentuinconcerten en vanaf 1938 in de Vlaamse Filharmonie van Antwerpen, alsook vanaf 1939 in de Antwerpse Concertvereniging. In 1943 was hij als jongst ingeschreven componist kandidaat voor de Prix de Rome voor compositie. Sinds 1950 voelde hij zich tot de blaasmuziek aangetrokken. Spoedig werd hij dirigent van zes blaasorkesten, onder andere van de Koninklijke Fanfare St. Cecilia Kruibeke, van 1955 tot 1958 en van 1978 tot 1985 van de Koninklijke "Sint-Martinusfanfare", Halle. Met deze korpsen behaalde hij vele medailles, uitgereikt door Zijne Majesteit de Koning. Ook in het buitenland werd hij als dirigent gewaardeerd. Hij trad als dirigent op in Nederland, Luxemburg, Noorwegen, Hongarije, Zuid-Korea, Japan, Taiwan, Hongkong en andere landen in het Verre Oosten.
In 1956 werd hij eigenaar van de toen nog kleine muziekuitgeverij Scherzando te Antwerpen. Deze uitgeverij breidde onder zijn leiding snel uit en is inmiddels opgenomen binnen de muziekuitgeverij "De Haske" te Heerenveen.
Follman was een veelgevraagd jurylid in binnen- en buitenland.
In 1966 was hij medeoprichter van de muziekschool van Herenthout, waarvan hij enige tijd directeur was. In 1974 was hij initiatiefnemer en medeoprichter van het bekende Kempisch Jeugd Fanfare-Orkest (KJFO), nu: Vlaams Fanfare Orkest, Herentals. Van dit orkest was hij van 1974 tot 1987 dirigent.
Als componist schreef hij werken voor blaasorkesten, viool, piano en solo-instrumenten.

## Composities

### Werken voor orkest
- 2e Symfonie
- Concert, voor viool en orkest

### Werken voor harmonie- en fanfareorkest en brassband
- 1967 Fantastisch Scherzo
- 1968 Sinfonica
- 1969 Elegisch Poëma
- 1972 Eerste Symfonie voor Blaasorkest
- 1973 Pictures
- 1975 Drie Versnellingen
- 1975 Klein Concertstuk
- 1978 Four Sketches for Band
  1. Fanfare
  2. Intrada
  3. Air
  4. Finale
- Narkissos
- Huirtuit Bovenal [1][2]

### Kamermuziek
- Huldezang, concertstuk voor bugel (of cornet, of trompet) en piano

- Library of Congress Control Number: no2019099089
- MusicBrainz: ecacaab1-63ef-4ca2-b8b5-64c96160b1fb
- Virtual International Authority File: 1148152744562827850002
- WorldCat: E39PBJvRTCxfTvMqPMCJKptdwC

1. ↑  (en) Herenthoutse Karnavalvereniging Peer Stoet V.Z.W. - 110 Jaar Carnaval - Huirtuit Bovenal. Gearchiveerd op 2 januari 2023.
2. ↑  Briers, Peter  (26 september 2018). "Stoppen met Zingen? Dat zit er niet meteen in". Gearchiveerd op 27 februari 2023. Onderox  oktober 2018: 20-22